# Austrocarabodes picturatus
Austrocarabodes picturatus är en kvalsterart som beskrevs av Sandór Mahunka 1987. Austrocarabodes picturatus ingår i släktet Austrocarabodes och familjen Carabodidae. Inga underarter finns listade.